# Харрис, Калвин (футболист)
Ка́лвин Ха́ррис (англ. Calvin Harris; 20 марта 2000, Мидлсбро, Англия) — английский футболист, вингер клуба «Колорадо Рэпидз».

## Карьера
Харрис родился в Мидлсбро, Англия. Переехал с семьёй в Гонконг в возрасте 10 лет.
Начал свою молодёжную карьеру в клубе «Гонконг». В 14 лет получил стипендию, чтобы присоединиться к молодёжной академии новозеландского клуба «Веллингтон Феникс». Хотя Харрис мог свободно играть в товарищеских матчах за «Веллингтон Феникс», он не мог выступать в официальных соревнованиях, пока ему не исполнилось 18 лет из-за правил ФИФА, запрещающих международные трансферы несовершеннолетних. В 2018 году, когда ему исполнилось 18 лет, он наконец начал выступать за резервистов «Веллингтон Феникс» в чемпионате Новой Зеландии, забив два гола в шести матчах. «Феникс» решил не подписывать с ним контракт на первую команду в Эй-лиге, поскольку из-за отсутствия у Харриса новозеландского паспорта пришлось бы использовать один из пяти слотов для легионеров.
В 2019 году Харрис был зачислен в американский Университет Уэйк-Форест, выбрав его вместо Акронского, Илонского и Северокаролинского университетов. Будучи первокурсником, принял участие в 23 матчах и забил шесть голов за университетскую футбольную команду «Уэйк-Форест Димон Диконс». Был включён в сборную новичков Конференции Атлантического побережья 2019 года. На втором курсе принял участие во всех девяти матчах осеннего сезона, который был сокращён из-за пандемии COVID-19, и забил четыре гола.
14 января 2021 года Харрис подписал контракт с MLS по программе Generation adidas. 21 января на Супердрафте MLS 2021 он был выбран под общим вторым номером клубом «Цинциннати». Дебютировал за «Цинциннати» 17 апреля в матче стартового тура сезона 2021 против «Нэшвилла».
21 декабря 2022 года Харрис был продан в «Колорадо Рэпидз» за $200 тыс. в общих распределительных средствах с возможностью доплатой ещё $175 тыс.